# 초 성왕 (당)
초 성왕(楚 聲王, ? ~ 기원전 402년)은 중국 초나라의 제32대 군주(재위: 기원전 407년 ~ 기원전 402년)이다. 이름은 당(當)이다. 간왕의 아들이다. 아들인 도왕이 뒤를 이었다.
| 전 임 아버지 간왕 웅중 | 제32대 초나라의 군주 기원전 407년 ~ 기원전 402년 | 후 임 아들 도왕 웅의 |